# Jastrebarsko
Jastrebarsko (maďarsky Jasztrebarszka) je město ve středním Chorvatsku, nachází se v Záhřebské župě. Město se nachází jihozápadně od Záhřebu a severovýchodně od města Karlovac. Ve městě v roce 2011 žilo 5 491 obyvatel, v celé opčině pak 15 897 obyvatel.

## Historie
Jastrebarsko je poprvé připomínáno v roce 1249 v dokumentu bána Stjepana jako místo, kde se nacházelo tržiště a soud. V roce 1257 dal městu uherský král Béla IV. znak, na který odkazuje ve své současné podobě i dnes. Mezi lety 1519 až 1848 zde působila šlechtická rodina Erdődyů. Po roce 1809 se Jastrebarsko stalo součástí tzv. Ilyrských provincií a byly pod francouzskou správou. Francouzi se stáhli v létě 1813. Díky výstavbě železniční trati ze Záhřebu byl umožněn ekonomický i populační rozvoj sídla. Den města se zde slaví 13. listopadu, kdy město opustila vojska Jugoslávské lidové armády (během chorvatské války za nezávislost).
Název města je odvozen od chorvatského slova jastreb, znamenajícího jestřáb. Žlutý jestřáb na modrém pozadí je zobrazen i ve znaku města.

## Ekonomika
Zastoupen je především potravinářský průmysl. Místní společnosti Jamnica a stáčírna minerálních vod Jana jsou součástí chorvatského holdingu Agrokor.